# Bianor vitiensis
Bianor vitiensis är en spindelart som beskrevs av Berry, Beatty, Prószynski 1996. Bianor vitiensis ingår i släktet Bianor och familjen hoppspindlar. Inga underarter finns listade.